# Агуа-Реторта
Агуа-Реторта (порт. Água Retorta) — район (фрегезия) в Португалии, входит в округ Азорские острова. Расположен на острове Сан-Мигел. Является составной частью муниципалитета Вила-да-Повуасан. Население составляет 497 человек на 2001 год. Занимает площадь 14,97 км².